# Colostygia varonaria
Colostygia varonaria là một loài bướm đêm trong họ Geometridae.